# Дженні Джонс (сноубордистка)
Дже́нні Джонс (англ. Jenny Jones; нар. 3 липня 1980, Бристоль, Англія) — британська сноубордистка. Бронзовий призер зимових Олімпійських ігор 2014 року зі слоупстайлу, дворазова чемпіонка Європейських зимових екстремальних ігор у слоупстайлі (2009, 2010), переможниця Чемпіонату Нової Зеландії в хаф-пайпі (2001), срібний призер X-Games в слоуп-стайл (2011), срібний призер етапу Кубка світу в слоупстайлі.

## Життєпис
Джонс народилася в Дауненді, Бристоль. Вона навчалася у великій середній школі The Ridings High School, розташованій у селі Вінтерборн у Південному Глостерширі. Змагаючись у школі з легкої атлетики (400 м, стрибки в довжину, крос) та гімнастики, у віці 17 років вона навчилася кататися на лижах на сухому гірськолижному схилі в Черчиллі, Сомерсет, після того, як там запропонували безкоштовні уроки катання на лижах.